# Пентапалладийгерманий
Пентапалла̀дийгерма́ний — бинарное неорганическое соединение, интерметаллид
палладия и германия
с формулой GePd5,
кристаллы.

## Получение
- Сплавление стехиометрических количеств чистых веществ:

{\displaystyle {\mathsf {5Pd+Ge\ {\xrightarrow {840^{o}C}}\ GePd_{5}}}}

## Физические свойства
Пентапалладийгерманий образует кристаллы моноклинной сингонии, пространственная группа C 2, параметры ячейки a = 0,5509 нм, b = 0,7725 нм, c = 0,8375 нм, β = 98,09°, Z = 4,
структура типа арсенида пентапалладия Pd5As
.
Низкотемпературная модификация соединения образуется по перитектической реакции при температуре 800 °C.
Высокотемпературная модификация образуется по перитектической реакции при температуре 840 °C,
а распадается по эвтектоидной реакции при температуре 775 °C.